# Magdalenenstraße 17 (Darmstadt)
Das Haus Magdalenenstraße 17 ist ein Bauwerk in Darmstadt.

## Geschichte und Beschreibung
Eine dendrochronologische Untersuchung eines Holzbalkens im Vorderhaus datiert das Haus auf das Jahr 1605. Stilistisch gehört das Gebäude zur Renaissance. Das Haus entstammt der ersten Bauphase der Alten Vorstadt.
Der Giebel ist mit Holz verschindelt; und ist daher ohne die historische Gesims-Teilung. Die Fassade ist verputzt. Die Fenster und das Hoftor wurden stilgerecht rekonstruiert.
Nachträglich wurde an der Nordseite des Hauses ein entstellendes Zwerchhaus mit einem abgeschleppten Dach angebaut.

## Denkmalschutz
Das Haus Magdalenenstraße 17 ist ein typisches Beispiel für den Renaissancebaustil in Darmstadt.
Aus architektonischen und stadtgeschichtlichen Gründen gilt das Gebäude als Kulturdenkmal.